# Bisbat de Toul

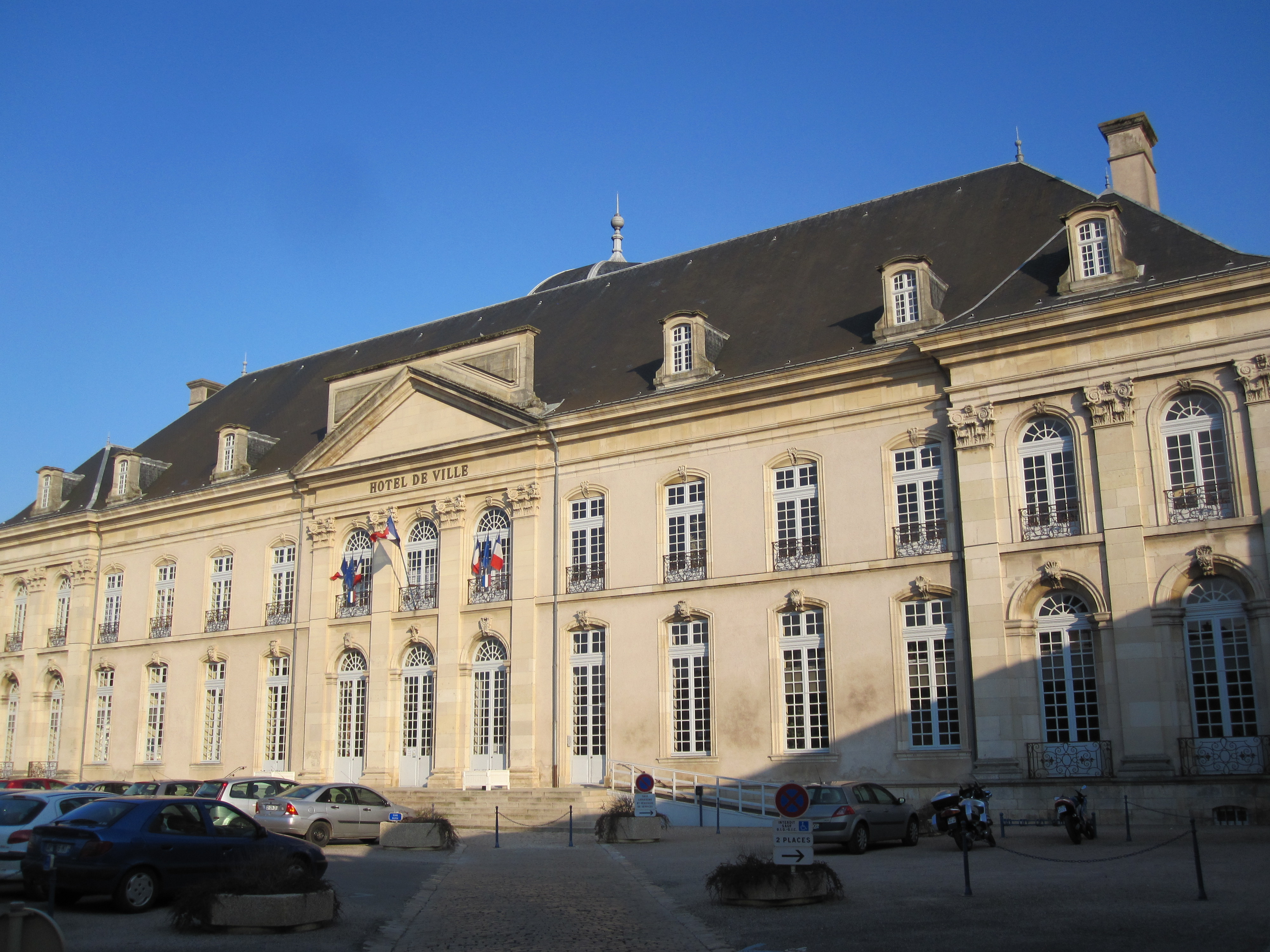
L'antic palau episcopal, construït a partir del 1739 durant l'episcopat d'Escipió-Jérôme Bégon, i avui Hôtel de Ville.

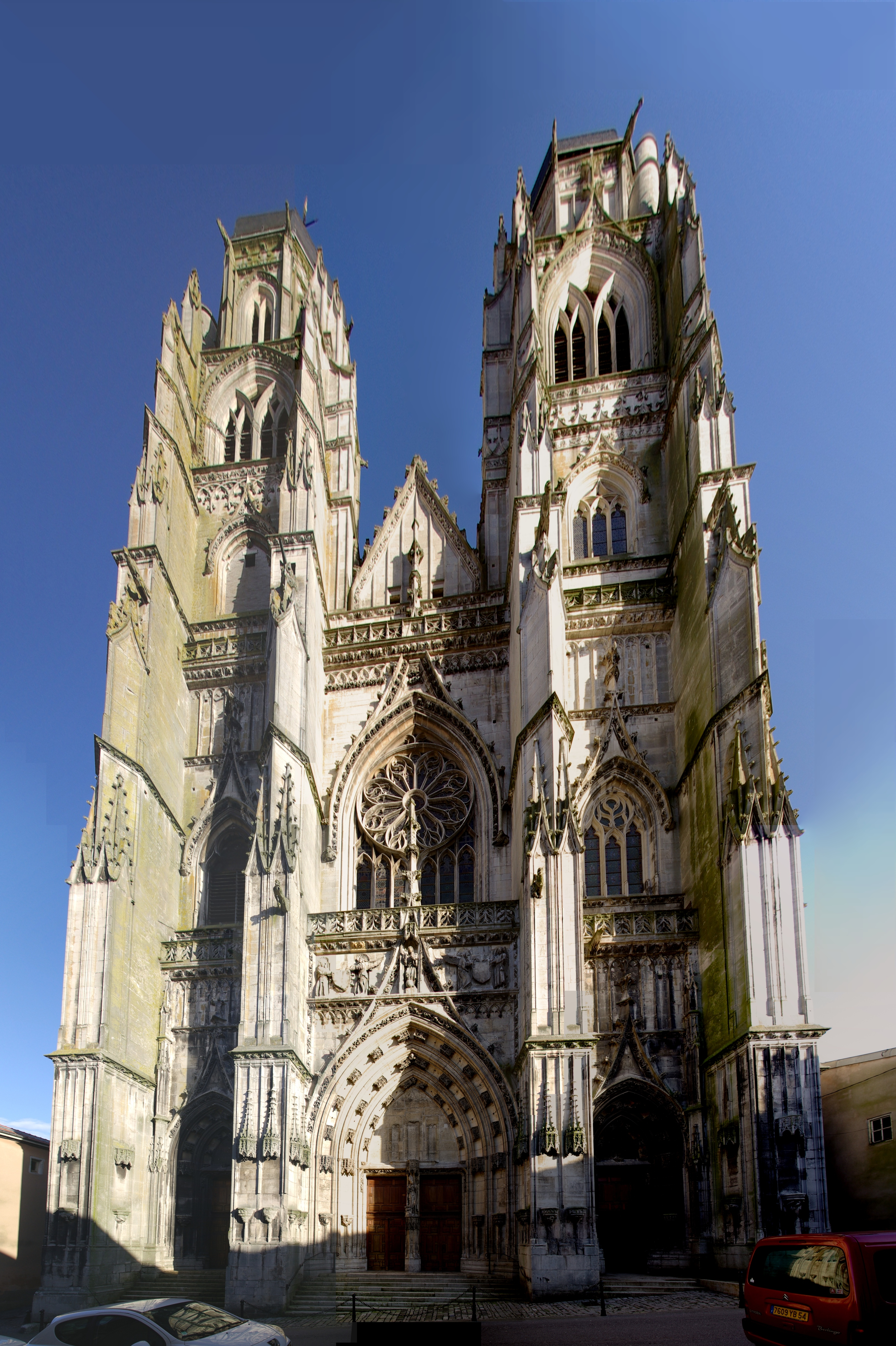
La basílica de Sant Nicolau a Saint-Nicolas-de-Port, construïda en formes gòtiques el, on es conserven les relíquies de sant Nicolau de Mira.

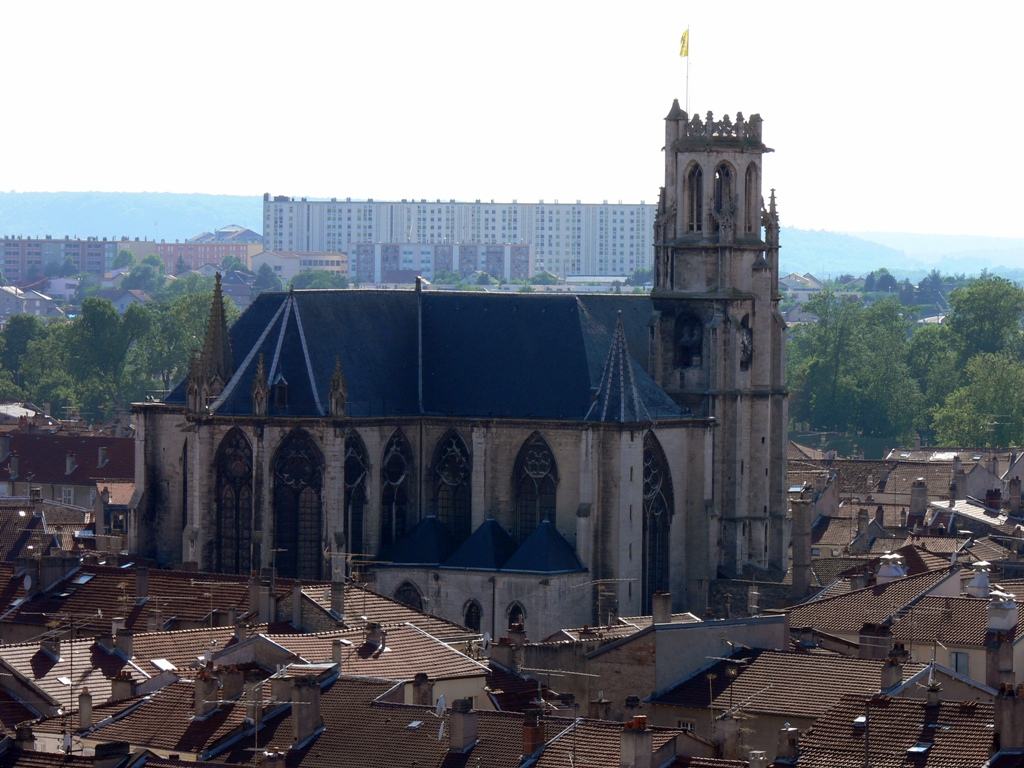
La col·legiata Saint-Gengoult de Toul, edificada en gòtic a partir del.

El bisbat de Toul (francès: diocèse de Toul, llatí: Dioecesis Tullensis) fou una jurisdicció eclesiàstica amb centre a la ciutat de Toul. Des de 1261 el bisbe fou comte bisbe de Toul i príncep del Sacre Imperi Romanogermànic. Toul va esdevenir ciutat imperial rodejada per territori del bisbat.

## Territori
La diòcesi comprenia part de Lorena.
La seu episcopal era la ciutat de Toul, a l'actual departament de Meurthe i Mosel·la, on es trobava la catedral de Sant Esteve (avui església).
En acabar el segle xviii, la diòcesi comprenia 761 parròquies, agrupades en 20 arxidiaconats, subdividits en 25 decanats. Els arxidiaconats tenien la seu a les ciutats de Toul, Port, Vôge, Vittel, Reynel i Ligny.

## Història
Segons la tradició, la diòcesi de Toul va ser erigira al segle iv] i el protobisbe reconegut per les fonts antigues és Sant Mansuet de Toul; sant Martí de Tours parla d'ell, que hauria visitat la seva tomba durant el seu viatge a Trèveris al voltant del 384. El primer bisbe documentat per fonts històriques és Auspici, esmentat aproximadament el 472 en una carta de Sidonio Apollinare.
Tullum era la capital i centre administratiu dels pobles celtes de Leuci a la província romana de la Gàl·lia Bèlgica, com ho demostra la Notitia Galliarum de principis del segle v. Des del punt de vista religiós, com a civil, Toul depenia de la província eclesiàstica de l'arxidiòcesi de Trèveris, la seu provincial metropolitana.
El bisbe de Toul era el degà de la província eclesiàstica de Trèveris. Un signe d'aquesta dignitat era el superhumeralis o superhumeral, que consistia en un ornament de tela, cobert de pedres precioses, que els bisbes feien servir a les principals cerimònies litúrgiques. Aquest costum es va introduir l'any 1165.
Entre els bisbes de Toul es recorda en particular a Bruno Eguisheim-Dagsbourg, elegit en 1026, que el 12 de febrer de 1049 va ascendir al tron papal amb el nom de Lleó IX i va ser un dels papes de l'anomenada reforma gregoriana.
Durant l'edat mitjana i fins a la conquesta francesa de 1552, Toul va ser un comtat eclesiàstic independent, els bisbes de la qual a partir de Conrad Probus el 1279 van ser elegits per la Santa Seu.
Al final del segle xv, la diòcesi va viure una escissió per l'elecció pel capítol catedralici de Olry de Blâmont, recolzat per l'emperador, i per part del Papa Alexandre VI de Joan Marades, no va poder prendre possessió de la diòcesi. Els dos bisbes que competien van trobar un acord únic del seu tipus aprovat pel mateix Papa: tots dos van ser reconeguts co-bisbes i d'acord amb l'acord de la titularitat de la seu romandria en el que sobrevisqués.
El 21 de juliol i 19 de novembre de 1777 el vast territori de la diòcesi de Toul, que romamia essencialment sense canvis des de principis de l'edat mitjana, va ser desmembrat amb la creació de les noves diòcesis de Sant-Die i Nancy.
La diòcesi de Toul va ser suprimida d'acord amb el concordat amb la butlla Qui Christi Domini del Papa Pius VII del 29 de novembre de 1801 i el seu territori va ser incorporat al de la diòcesi de Nancy. L'últim bisbe, Etienne de Champorcin, es va retirar amb la seva família, on va morir al juliol de 1809.
El 20 de febrer de 1824, els bisbes de Nancy van poder afegir "Toul" al seu títol. I amb un breu del 16 de març de 1865, el Papa Pius IX va concedir als bisbes de Nancy el privilegi perquè poguessin continuar utilitzant el superhumeral.

## Llista de bisbes
- sant Mansuy †338-375 :
- sant Amon † vers 400 ? :
- dant Alcas † vers 423 ? :
- sant Gelsimus † vers 455[3]
- sant Auspici † vers 478 ?
- sant Ursus † vers 490
- sant Aper †500-507[4]
- Aladius †(citat el 549)[5]
- Trifsoric † 525-532
- Dulcitius † 532 ?-549
- Alodius † vers 549
- Premon
- Antimund
- Eudolius (o Endulus) † (mencionat el 614)
- Teofred † 640-653
- San Leudino o Bodó[6] †[7]
- Eborinus † vers 664
- Leudinus † 667 ?-669[7]
- Adeotat † (abans del 679 - després del 680)[8]
- Ermentheus † vers 690 ?
- Magnald † vers 695 ?
- Dodó † vers 705
- Griboald † (abans del 706 - després il 709)[9]
- Godó† (meitat del segle viii)
- Bodó †[10]
- Jaume † (abans de maig de 757 - després d'agost de 762 o 765[11])
- Bornó† (finals del segle viii)[12]
- Wannich † (citat el 813)[13]
- Frotar † (abans dell'814[14] - finals de 840[15])
- Arnulf† (abans dell'859 - 17 de novembre de 871 mort)[16]
- Arnald† (871 - 4 o 5 de desembre de 893 mort)
- Ludelm, O.S.B. † (895[17] - 11 de setembre de 906 mort)
- Drogó† (906 - 28 de gener de 922 mort)
- sant Gosselí de Toul (o Gausselí) † (17 de març de 922 - 7 de setembre de 962 mort)
- sant Gerard † (29 de març de 963 - 23 d'abril de 994 mort)
- Esteve de Lunéville, abans comte de Lunéville † (24 de juny de 994 - 12 de març de 996 mort
- Robert † (996 - 996 mort)
- Bertold† (24 de setembre de[18] 996 - 25 d'agost de 1019 mort)
- Hermann† (20 de desembre de 1019 - 1 d'abril de 1026 mort)
- Brunó d'Eguisheim 1026–1051, elegit papa com a Lleó IX † (magi de 1026[19] - 12 de febrer de 1049; elegit papa amb el nom de Lleó IX)[20]
- Odó† (10-25 de gener de 1052 - 14 de juliol de 1069 mort)
- Pibó† (abans del 7 d'octubre de 1069 - 24 de novembre de 1107 mort)
- Richuí de Commercy † (1108 - 13 de febrer de 1126 mort)
  - Conrad I de Schwarzburg, antibisbe (1118-1124)
- Enric I de Lorena † (30 de març de 1126 - 6 de juny de 1165 mort)
- Pere de Brixey † (1165[21] - 26 de març de 1192[22] mort)
- Eudes I de Lorena-Vaudémont	† (abans dell'8 de maig de 1192 - 26 de novembre de 1197 mort)
- Mateu de Lorena († 1217), fill de Ferry I de Bitche, duc de Lorena † (1198 - gener de 1210 deposat)
- Reinald de Chantilly † (1210 - 10 d'abril de 1217 mort)
  - Gerard II de Lorena-Vaudémont, nebot d'Eudes I † (abans del 13 de novembre de 1217 - 1219 mort) (bisbe electe)
- Eudes II de Sorcy † (abans de maig de 1219 - de novembre de 1228 mort)
- Garí † (abans del 17 d'abril de 1229 - 11 de maig de 1230 mort)
- Roger de Mercy † (abans del 16 de juliol de 1230 - 1 de gener de 1253 mort)
- Gil de Sorcy † (20 de març de 1255 - 24 d'abril de 1269[23] mort)	
  - Sede vacante (1269-1279)
- Conrad Probus, O.F.M. † (4 d'octubre de 1279 - 1295 renuncià)
- Joan de Sierck † (3 de febrer de 1296 – final del 1305 mort)[24]
- Vito Venosa (1305-1306)
- Eudes III de Grandson† (23 de febrer de 1306 - 3 de novembre de 1306 nomenat bisbe de Basilea)
- Guy de Pernes, O.Clun. † (13 de novembre de 1306 – després del 12 d'agost de 1307 mort)
- Giacomo Ottone Colonna † (abans de desembre de 1307 - 1309 renuncià) (bisbe electe)
- Joan d'Arzillières † (31 de maig de 1310 - 1320 mort)
- Amadeu de Ginebra † (18 de juliol de 1321 - d'abril de 1330 mort)
- Tomàs de Bourlémont † (18 de juny de 1330 - d'abril de 1353 mort)
- Bertran de la Tour d'Auvergne† (14 d'agost de 1353 - 5 de novembre de 1361 nomenat bisbe de Le Puy)
- Pere de La Barrière, C.R.S.A. † (19 de novembre de 1361 - 5 de juliol de 1563 nomenat bisbe de Mirepoix)
- Joan de Heu† (21 de juliol de 1363 - 18 d'agost de 1372 mort)
- Joan de Neuchâtel († 1398) † (27 d'agost de 1372 - 23 de desembre de 1383 creat pseudocardenal)
- Saví de Florència	† (19 de gener de 1384 - 18 de maig de 1385 nomenat bisbe de Saint-Jean de Maurienne)
  - Jean de Neufchâtel † (18 de maig de 1385 - 4 d'octubre de 1398 mort) (administrador apostòlic)
  - Frédéric de Mulhouse, O.E.S.A. † (31 de gener de 1391 - 3 de març de 1399 nomenat bisbe titular de Sant Joan d'Acre) (obediència romana)
- Felip de Ville-sur-Illon † (26 d'agost de 1401[25] - 1408 mort)
- Enric de Ville-sur-Illon † (10 de desembre de 1408 - 12 de març de 1436 mort)
- Lluís d'Haraucourt	† (17 de maig de 1437 - 28 de gener de 1449 nomenat bisbe de Verdun)
- Guillem Fillâtre† (28 de gener de 1449 - 4 de setembre de 1460 nomenat bisbe de Tournai)
- Joan Chevrot † (5 de setembre de 1460 - 22 de setembre de 1460 mort)
- Antoni I de Neuchâtel (al Franc Comtat) † (17 d'octubre de 1460 - 28 de febrer de 1495 mort)
- Juan Maradès † (23 de març de 1495 - 21 d'octubre de 1499 nomenat bisbe de Sogorb)[26]
- Olrí de Blâmont † (març de 1495 - 4 o 6 de maig de 1506 mort)[27]
- Hug des Hazards † (11 de maig de 1506 - 14 d'octubre de 1517 mort)
  - Joan VI de Lorena † (19 d'octubre de 1517[28] - 1524 renuncià) (administrador apostòlic)
- Hèctor d'Ailly-Rochefort	† (12 de febrer de 1524 - 1 de març de 1532 mort)
  - Joan VI de Lorena († 1550), segona vegada
- Antoni II Pellagrin† (15 de gener de 1537 - agost de 1542 mort)	
  - Joan VI de Lorena († 1550), tercera vegada
- Toussaint de Hossey † (16 de febrer de 1543 - 30 de juliol de 1565 mort)
- Pere III de Châtelet† (30 de juliol de 1565 - 25 de gener de 1580 mort)
- Carles de Lorena † (9 de març de 1580 - 28 d'octubre de 1587 mort)
- Cristòfol de la Vallée † (22 d'agost de 1588 - 28 d'abril de 1607 mort)
- Joan des Porcelets de Maillane † (26 de novembre de 1607 - 14 de setembre de 1624 mort)
- Nicolau Francesc de Lorena (cardenal) † (14 de setembre de 1624 - 8 de març de 1634 deposat)
  - Sede vacante (1634 - 1636)
- Carles Cristià de Gournay † (22 de setembre de 1636 - 14 de setembre de 1637 mort)
- Pau Fieschi † (25 de febrer de 1641 - 1645 mort)
- Jaume Lebret o le Bret † (24 d'abril de 1645 - 15 de juny de 1645 mort)
  - Sede vacante (1645 - 1655)
- Andreu du Saussay † (11 d'octubre de 1655 - 9 de setembre de 1675 mort)
- Jaume de Fieux † (2 de desembre de 1676 - 15 de març de 1687 mort)
  - Sede vacante (1687 - 1692)
- Enric Pons de Thiard de Bissy † (10 de març de 1692 - 9 de febrer de 1705 nomenat bisbe de Meaux)
- Francesc Blouet de Camilly † (7 de setembre de 1705 - 20 de gener de 1723 nomenat arquebisbe de Tours)
- Escipió Jerònim Bégon † (15 de març de 1723 - 28 de desembre de 1753 mort)
- Claudi Drouas de Boussey † (22 d'abril de 1754 - 21 d'octubre de 1773 mort)
- Esteve Francesc Xavier des Michels de Champorcin, darrer bisbe i comte. † (18 d'abril de 1774 - 19 de juliol de 1807 mort)[29]
- Seu suprimida. El bisbat fou traslladat a Nancy.

## Heràldica

L'escut és en gules, amb tres còdols d'argent

Els tres còdols són una referència al martiri de sant Esteve màrtir, patró de la catedral.